# Задорожнє (озеро)
Задоро́жнє — озеро у Стрийському районі Львівської області утворене в результаті затоплення Дроговизького вапнякового кар’єру. Озеро розташоване на висоті 265 м над рівнем моря; глибина озера — 27 м. Довжина — 1 123 м, ширина — 560 м. Берегова лінія становить 3 135 м.

## Виникнення озера

### Історія кар’єру
Озеро Задорожнє зобов’язане своїм виникненням Миколаївському цементному заводу і багатим покладам вапняку в цьому районі.
Розробка кар’єру почалася у 1940-му році, одночасно з будівництвом цементного заводу. У 1941-му війна законсервувала будівництво. Є свідчення, що в 1943-му році були спроби німецької сторони запустити виробництво і почати випускати цемент, але це було малоуспішно. Основна експлуатація дроговизького кар'єру почалася з початку 50-х років.
Видобуток проводився відкритим способом, глибина кар’єру на початку не перевищувала 10 метрів. По суті це і є стандартом для такого роду кар’єрів. Добутий вапняк відправлявся у збагачувальний цех, який і зараз можна побачити, під'їжджаючи до озера. У цьому цеху вапняк дробився до необхідної фракції і вирушав по трубі у вигляді суспензії на завод. Дана технологія використовується і зараз, але вже на новому кар’єрі.
Невдало зроблений землевідвід не міг забезпечити доступного розвитку кар’єру. Зі сходу кар'єр був обмежений залізницею і річкою Щирка, з півдня і заходу він межував з річкою Зубра. Таким чином, кар’єр міг розвиватися або на північ, або в глибину. За словами місцевих жителів, вже до кінця 60-х років, глибина кар’єру дозволяла добувати мармур. Достовірна глибина кар'єру на момент прориву карсту не відома. За різними даними, вона коливалася від 40 до 60 метрів, перевищуючи глибину стандартних вапняних кар’єрів в кілька разів.
За словами очевидців[джерело?], глибина кожного ряду кар’єра становила 7 метрів, а ширина — 6-8 метрів. Це було обумовлено діючими стандартами, глибиною ходу роботи ковша екскаватора і розмірами кар'єрної техніки, що вивозить видобутий матеріал на верх. За словами працівника кар’єра, на початку 70-х років вже використовувалися потужні спеціалізовані самоскиди "Белаз".
Поступово кар'єр досяг глибини вироблення в 7 ярусів. На дно кар'єра була підведені електрика та вода для забезпечення технічних потреб. Залишки труб, стовпів і електричних проводів досі можна побачити на дні озера.

### Затоплення кар’єру
У 1974 році у північно-східній частині кар’єра стався прорив одного з численних карстів, що оточували об'єкт. Спроби відкачування води результатів не приносили. Тому було прийнято рішення про евакуацію техніки з кар’єру і його затоплення.
За можливості вся техніка, яка могла самостійно пересуватися, була піднята з кар’єру. Внизу залишилися тільки деякі великі запчастини та залишки технічних споруд і механізмів, які вимагали тривалого демонтажу. Тому під водою ви не зустрінете бульдозера і екскаватора, хоча можете натрапити на зняті з них і не вивезені лопату й ківш.
З метою убезпечити залізничне полотно, в 70-і роки минулого століття був проведений гідронамив, який зміцнив західний берег озера і зробив більш доступними інші його береги.

## Озеро сьогодні
Сьогодні озеро популярне серед любителів активного відпочинку. У водоймі розвивається флора і фауна, зростає популяція риб. На східному березі озера утворений дачний кооператив працівників цементного заводу. На західному березі більшість ділянок озера в даний момент здані в оренду під пляжі та рекреаційні зони.

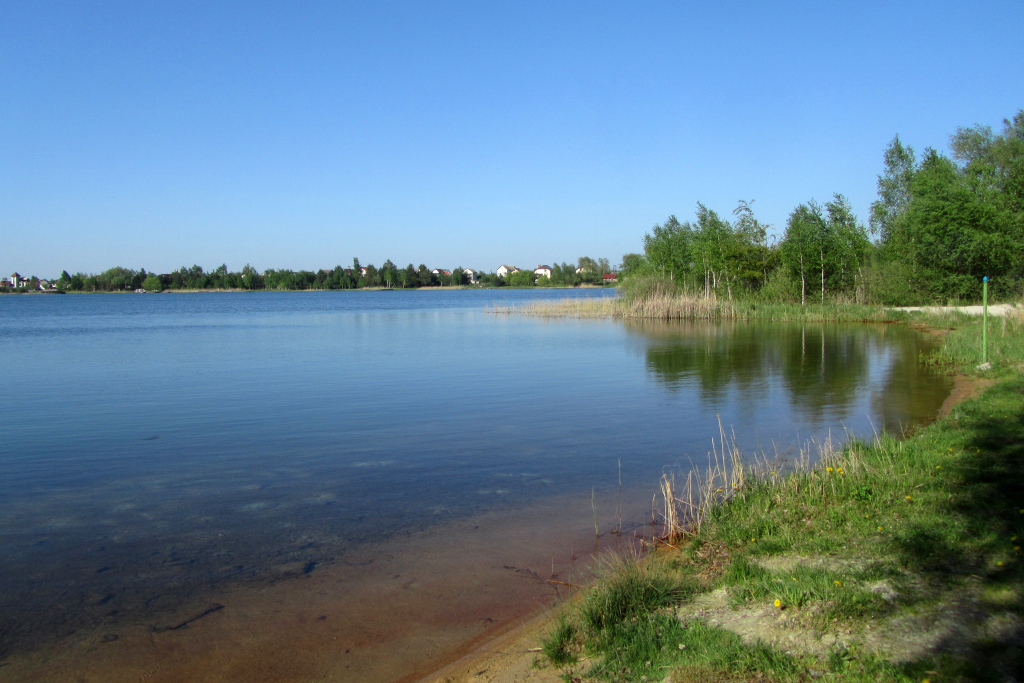
Південний берег озера
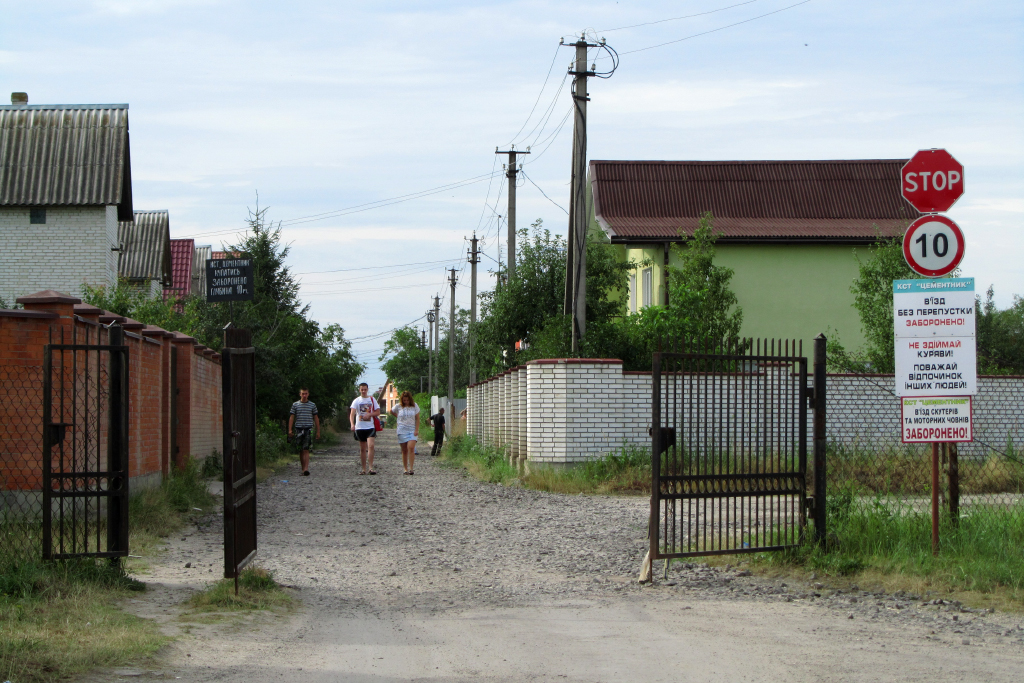
Пункт пропуску в дачний кооператив
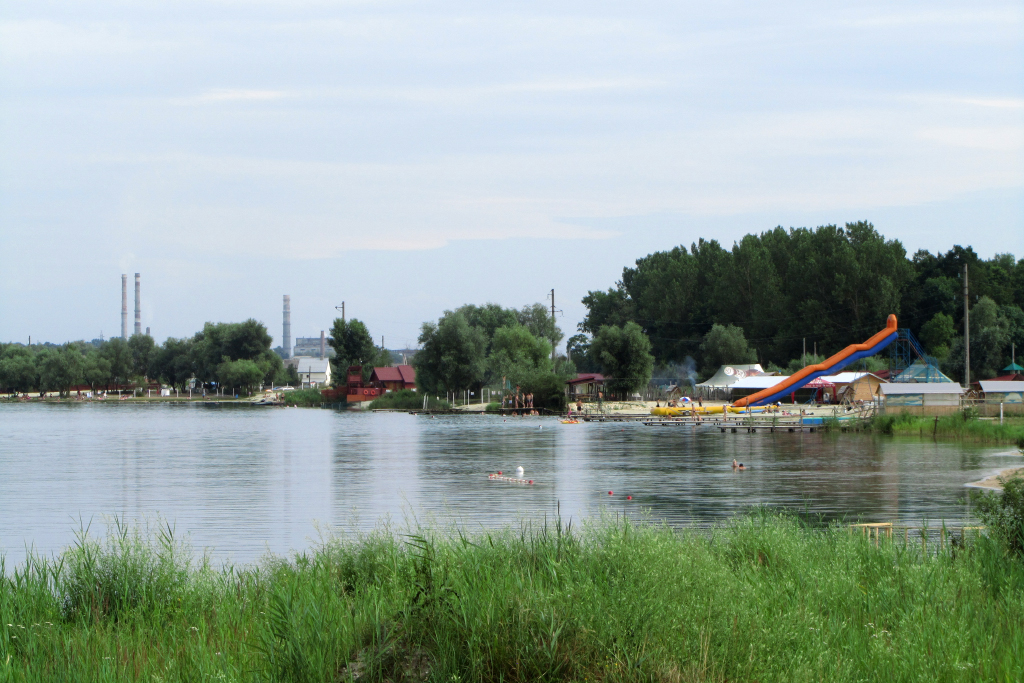
Відпочинок на озері
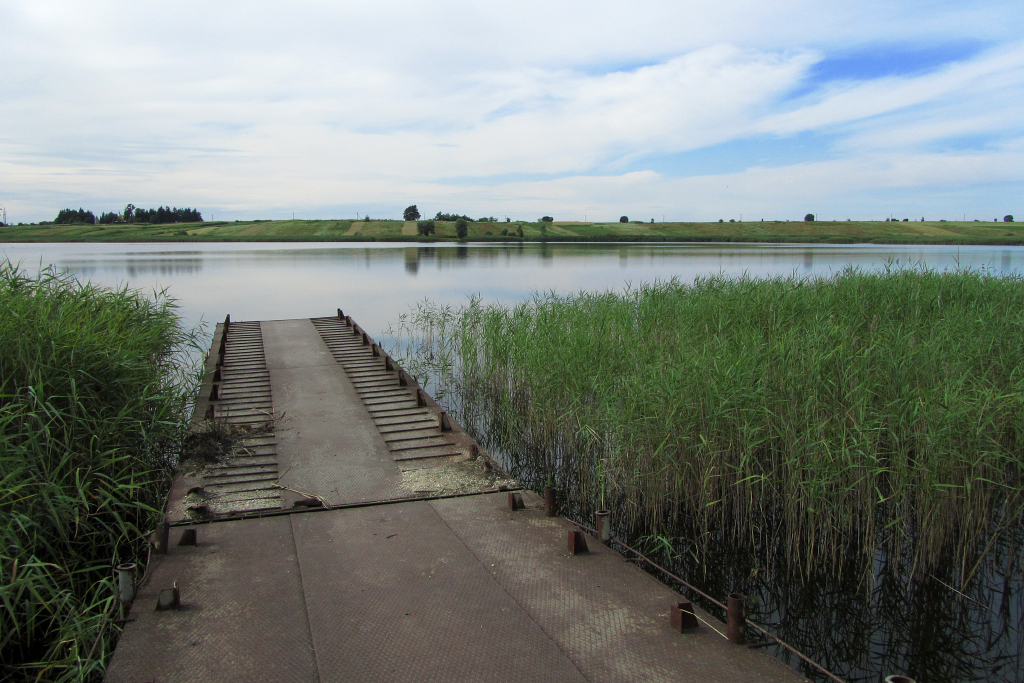
Водосховище "Байкал-2"
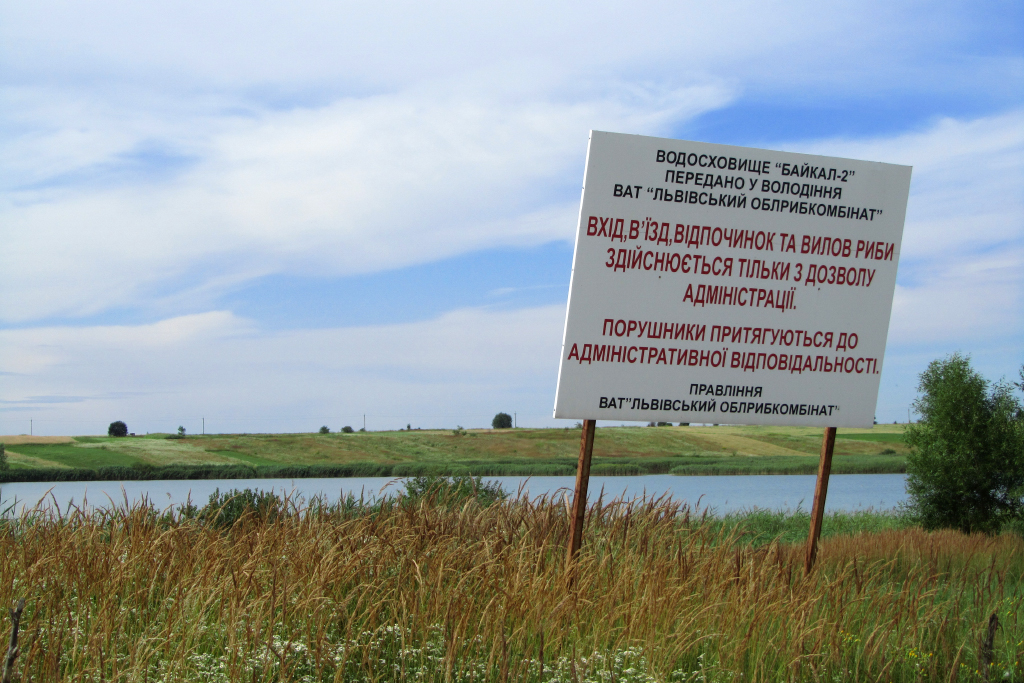
Водосховище "Байкал-2"
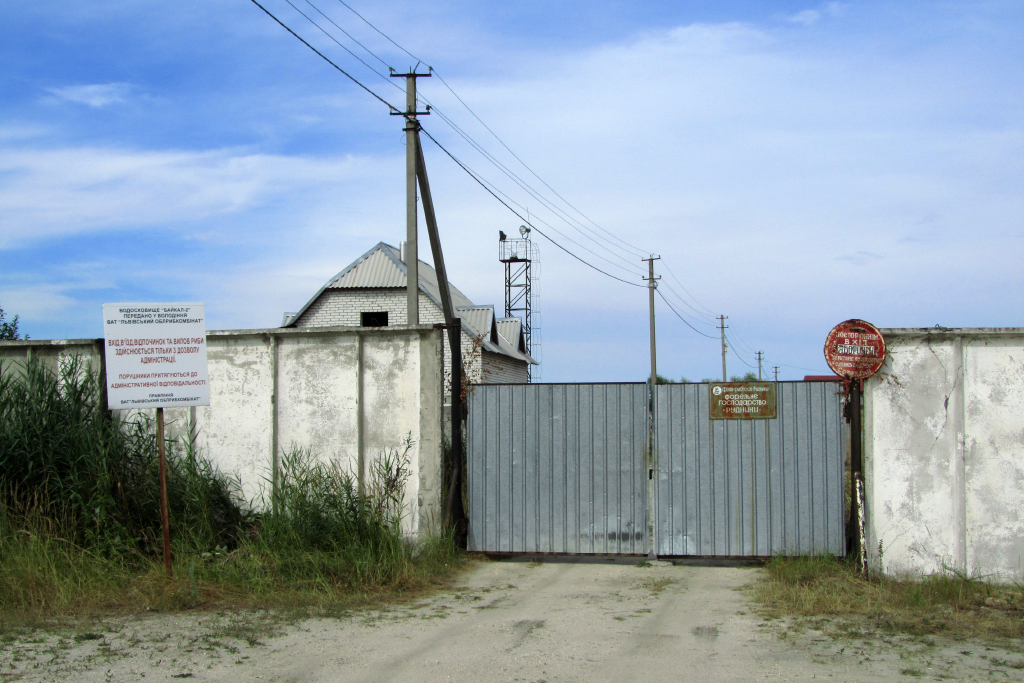
Форельне господарство "Рудники"
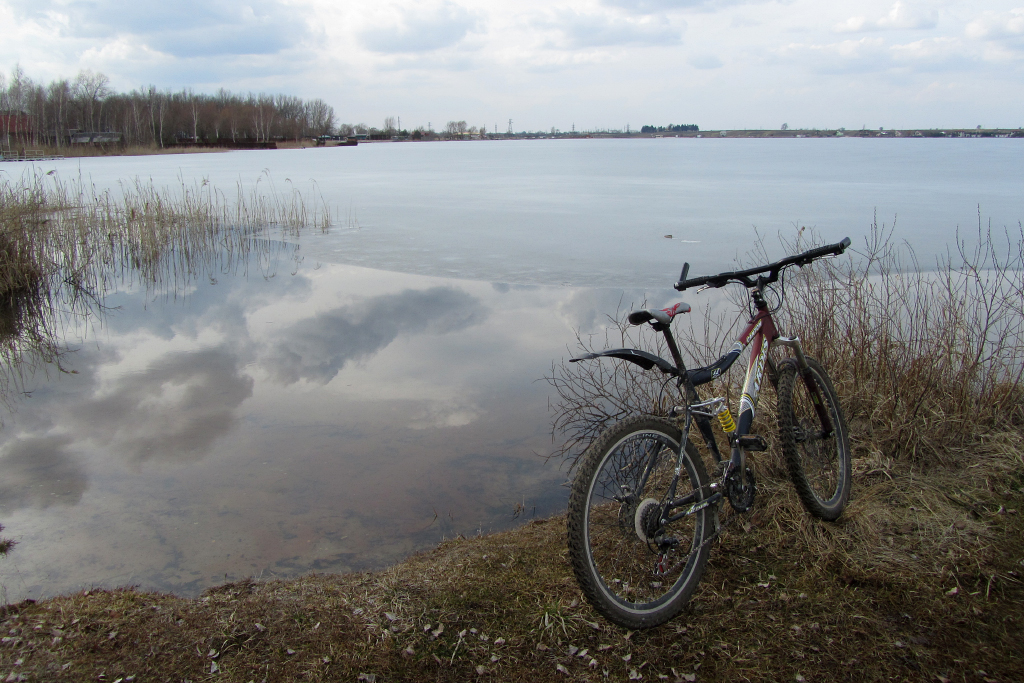
Озеро взимку